# Champ Clark

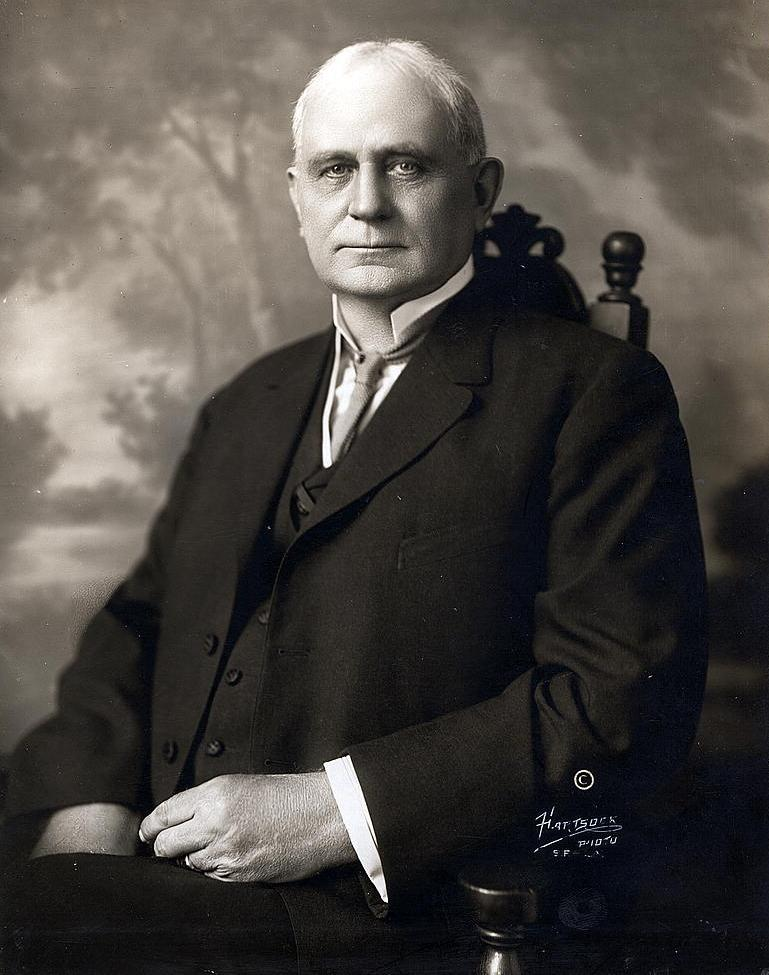
Champ Clark (1915)

James Beauchamp „Champ“ Clark (* 7. März 1850 in Lawrenceburg, Anderson County, Kentucky; † 2. März 1921 in Washington, D.C.) war ein US-amerikanischer Politiker der Demokratischen Partei, Mitglied des US-Repräsentantenhauses für Missouri und Sprecher des Repräsentantenhauses.

## Biografie

### Berufliche Laufbahn und Abgeordneter
Nach dem Besuch von allgemeinen Schulen (Common Schools) studierte er zunächst an der University of Kentucky und dann am Bethany College in West Virginia, das er 1873 beendete. Im Anschluss studierte er Rechtswissenschaften an der Law School der University of Cincinnati und schloss dieses 1875 ab. Zugleich war er 1873 bis 1874 Präsident des Marshall College in West Virginia. Nach seiner Zulassung begann er 1875 nicht nur eine Tätigkeit als Rechtsanwalt, sondern war darüber hinaus auch Herausgeber einer Tageszeitung. 1876 ließ er sich in Bowling Green nieder und war zwischen 1878 und 1881 Staatsanwalt (City Attorney) der Städte Bowling Green sowie Louisiana. Später war er von 1885 bis 1889 zunächst Stellvertretender Vertreter und danach Vertreter der Anklage (Prosecuting Attorney) von Pike County.
Seine politische Laufbahn begann Clark als Abgeordneter im Repräsentantenhaus von Missouri, in das er 1889 und 1891 gewählt wurde. Daneben war er im Mai 1891 Delegierter beim Trans-Mississippi Congress. 1892 wurde er für die Demokraten erstmals ins US-Repräsentantenhaus gewählt und vertrat dort für eine Legislaturperiode vom 4. März 1893 bis zum 3. März 1895 den 9. Wahlbezirk Missouris. 1894 unterlag er bei den Kongresswahlen seinem republikanischen Herausforderer William M. Treloar.
1896 gelang ihm dann wiederum ein Sieg gegen Treloar. Nach elf anschließenden Wiederwahlen vertrat er erneut vom 4. März 1897 bis zu seinem Tod den 9. Kongresswahlbezirk Missouris im US-Repräsentantenhaus.

### Minderheitsführer und Sprecher des Repräsentantenhauses

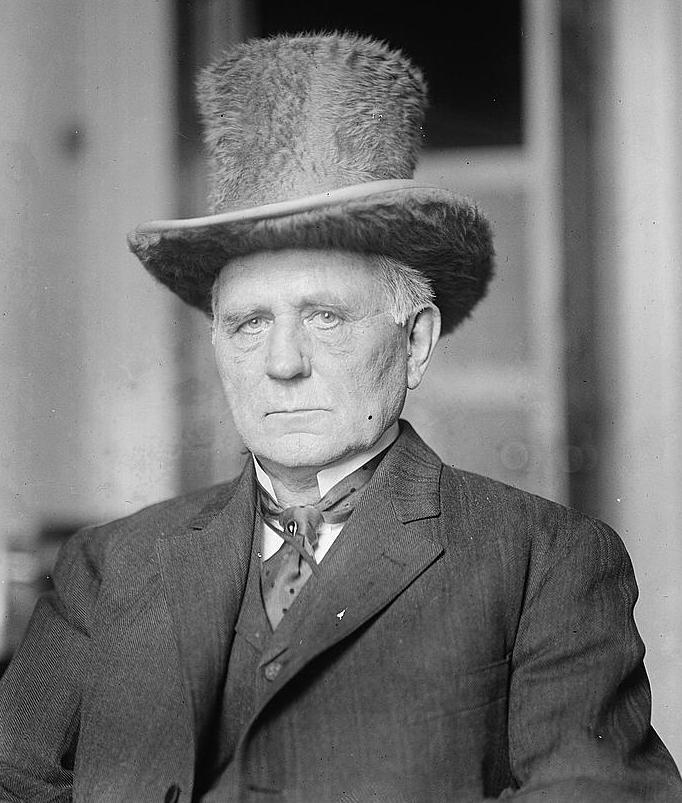
Champ Clark am 28. Januar 1921, knapp einen Monat vor seinem Tod

Zwischen 1908 und März 1911 war Clark als Minority Leader Fraktionsvorsitzender und damit Oppositionsführer der Demokraten im Repräsentantenhaus.
Danach war er vom 4. April 1911 bis zum 3. März 1919 Sprecher (Speaker) des Repräsentantenhauses und hatte damit vor seinem Vorgänger Joseph Gurney Cannon die bis dahin längste Amtszeit in diesem Amt.
Für die Präsidentschaftswahl in den Vereinigten Staaten 1912 gehörte Clark neben Woodrow Wilson, dem Gouverneur von New Jersey, Judson Harmon, dem Gouverneur von Ohio, Oscar Underwood, einem Kongressabgeordneten aus Alabama, und Thomas R. Marshall, dem Gouverneur von Indiana, zu den möglichen Präsidentschaftskandidaten der Demokraten. Bei der Democratic National Convention in Baltimore ergab sich letztlich ein Zweikampf zwischen Clark und Wilson, wobei Clark in sämtlichen Wahlgängen zunächst stets den ersten Platz belegte, jedoch zu keinem Zeitpunkt in Reichweite der notwendigen Zweidrittelmehrheit war. Als der dreimalige Präsidentschaftskandidat William Jennings Bryan – später Außenminister im Kabinett Wilson – dann seinen Einfluss geltend machte und eine Reihe von Delegierten dazu brachte, ihre Stimme Wilson zu geben, erhielt dieser im 46. Wahlgang die nötige Mehrheit.

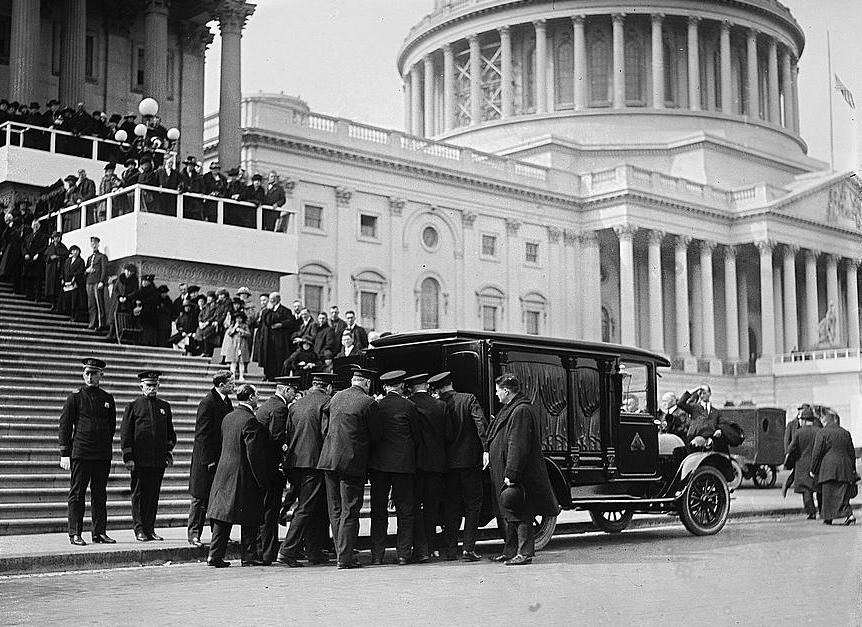
Leichenwagen mit Clarks Leichnam vor dem Washingtoner Capitol und der US-Flagge auf halbmast am 5. März 1921

Nach dem Verlust der demokratischen Mehrheit nach den Wahlen zum 66. US-Kongress war er vom 4. März 1919 bis zu seinem Tod erneut Minority Leader und Oppositionsführer der Demokraten. Bei den Wahlen zum 67. US-Kongress 1920 erlitt er dann eine Wahlniederlage gegen seinen republikanischen Herausforderer Theodore W. Hukriede. Einen Tag vor dem Ende seines Mandates verstarb Champ Clark. Er wurde auf dem City Cemetery von Bowling Green beigesetzt.
Ihm zu Ehren wurde die im Juni 1928 fertiggestellte Champ Clark Bridge am U.S. Highway 54 benannt, deren fünf Felder über den Mississippi River führen und die Stadt Louisiana in Missouri mit dem zu Illinois gehörenden Ostufer verbindet. Sein Wohnhaus in Bowling Green gehört zu den National Historic Landmarks in Missouri.
Sein Sohn Bennett Champ Clark war US-Senator für Missouri und Richter am Bundesberufungsgericht für den District of Columbia.